# Girolle

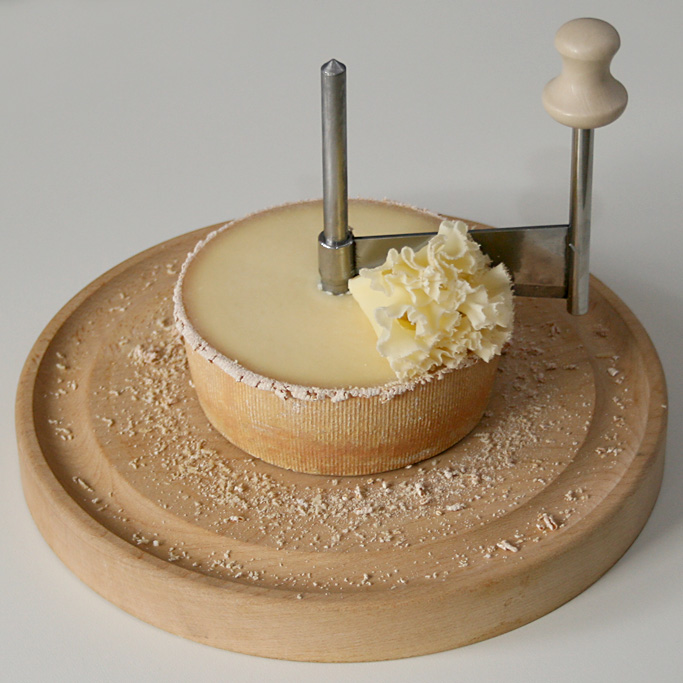
Utilizzo della Girolle con il Tête de Moine

La Girolle è il nome attribuito ad un utensile da cucina particolare, utilizzato per raschiare il formaggio svizzero "Tête de Moine" che beneficia di un certificato di Appellation d'origine contrôlée (AOC) dal 2001.
Il "Tête de Moine" è un formaggio a base di latte crudo prodotto presso l'abbazia di Bellelay nel comune di Saicourt (distretto di Moutier, situato a sua volta nel Canton Berna). Viene esportato in tutto il mondo e contribuisce ad aumentare il grande prestigio della tradizione casearia elvetica.
La girolle venne inventata nel 1982 dall'elvetico Nicolas Crevoisier. L'utensile permette di creare dei « petali di Tête de Moine » (o rosette) facendo girare un coltello raschiatore su un asse impiantato al centro del formaggio. Questo apparecchio costituisce un ulteriore impulso al suo consumo (per il suo aspetto conviviale) e ha permesso all'Azienda produttrice Metafil, di superare il periodo di crisi che stava attraversando senza dover ricorrere a ristrutturazioni e licenziamenti di personale.